# NGC 1994
NGC 1994 is een open sterrenhoop in de Grote Magelhaense Wolk in het sterrenbeeld Goudvis. Het hemelobject werd op 16 december 1835 ontdekt door de Britse astronoom John Herschel.

## Synoniemen
- ESO 56-SC136